# Petra Kraljev
Petra Kraljev (Split, 13. listopada 1988.) hrvatska je televizijska i kazališna glumica.

## Životopis
Petra Kraljev rođena je u Splitu, 13. listopada 1988. godine. Kao mala trenirala je balet, i to ju je privlačilo da postane glumica. Osim toga, od malih nogu željela je postati i odvjetnica pa je u Osijeku bila na Pravnom fakultetu no, ipak je u Splitu završila glumu. Poznatija je po ulozi Nere Vidić u seriji Zlatni dvori.

### Televizijske uloge
| Godina        | Naslov             | Uloga                 | Bilješke         |
| ------------- | ------------------ | --------------------- | ---------------- |
| 2022. – danas | Kumovi             | Milica Crljen         | sporedna uloga   |
| 2019. / 2020. | Nad lipom 35       | Mirela Butigan        | sporedna uloga   |
| 2018. – 2019. | Na granici         | Mirela Butigan        | sporedna uloga   |
| 2018.         | Kad susjedi polude | Ministrova ljubavnica | gostujuća uloga  |
| 2017.         | Počivali u miru    | Leda Urem             | gostujuća uloga  |
| 2016. – 2017. | Zlatni dvori       | Nera Vidić            | glavna negativka |

- In Magazin" (2016. – danas)

## Vanjske poveznice
- Profil Petra Kraljev pri IMBd